# Shea Whigham
Shea Whigham (Tallahassee, 5 de janeiro de 1969) é um ator norte-americano mais conhecido por interpretar Elias "Eli" Thompson na série dramática Boardwalk Empire. Ele também apareceu na primeira temporada de True Detective e na terceira temporada de Fargo e em vários filmes, incluindo Wristcutters: A Love Story, Take Shelter, Silver Linings Playbook, American Hustle, The Wolf of Wall Street, Kong: Skull Island, First Man, Vice, Joker, Spider-Man: Across the Spider-Verse e Mission: Impossible – Dead Reckoning Part One.

## Vida pessoal
Whigham nasceu em Tallahassee, Flórida, filho do advogado Frank e da bibliotecária escolar Beth. A família mudou-se para Lake Mary, Flórida, quando Whigham tinha cinco anos.
Whigham frequentou o Tyler Junior College em Tyler, Texas, e depois foi transferido para a Universidade do Estado de Nova Iorque em Purchase, onde fez parte de um pequeno programa de atuação com apenas 31 alunos e uma turma de formandos de oito veteranos.

## Carreira
Após se formar, Whigham foi cofundador da trupe de teatro Rorschach Group com seu colega de faculdade Kirk Acevedo na cidade de Nova York e atuou como ator e diretor artístico da trupe por três anos.
Whigham apareceu em um episódio de 1997 da série de televisão Ghost Stories antes de receber um papel principal no filme Tigerland de 2000. Ele passou a aparecer nos telefilmes Submerged, RUS/H. , e Paradise antes de atuar no filme de 2003 All the Real Girls. Entre 2004 e 2006, ele apareceu no filme japonês Out of This World, na série dramática de televisão Medical Investigation e nos filmes Water, Man of the House, Faith of My Fathers, Lords of Dogtown, Psychic Driving e South of Heaven .
Whigham apareceu em Orgulho e Glória e co-estrelou o filme de terror Splinter, Creek e o filme de ficção científica Radio Free Albemuth.
Ele teve um papel principal na série da HBO Boardwalk Empire interpretando Elias "Eli" Thompson, xerife do Condado de Atlantic, Nova Jersey, durante toda a série. Em 2014, ele apareceu na série True Detective da HBO como o ex-ministro desiludido Joel Theriot. Ele apareceu em dois episódios de Justified, do canal em 2015.
Entre 2012 e 2017, ele participou de vários trabalhos no cinema, como O Lobo de Wall Street, American Hustle, Silver Linings Playbook, Term Life e Kong: A Ilha da Caveira. Em 2018, ele apareceu nos filmes Sicario: Dia do Soldado, First Man e Bad Times at the El Royale. Em 2019, ele apareceu no thriller psicológico Coringa, da Warner Bros./DC Comics, como o detetive Burke, do GCPD. Ele também apareceu em ambas as temporadas de Vice Principals da HBO como Ray Liptrapp; apareceu em Fargo e na minissérie Waco; e estrelou a série de televisão Homecoming ao lado de Julia Roberts, pela qual foi indicado ao Critics' Choice Television Award de Melhor Ator Coadjuvante em Série Dramática. Em 2020, ele foi escalado como Pete Strickland na releitura de Perry Mason da HBO, um papel pelo qual recebeu atenção por seu bigode.
Ele apareceu em vários projetos ao lado dos atores Michael Shannon e Paul Sparks, ambos estrelando Boardwalk Empire e Waco. Os dois também apareceram juntos em The Quarry,Take Shelter, Tigerland e Bad Lieutenant: Port of Call New Orleans.
Whigham também estará no elenco de Missão: Impossível – O Reckoning Final, com estreia prevista para 2025.

## Filmografia
| † | Indica obras que ainda não foram lançadas |

### Filme
| Ano  | Título                                    | Papel                         | Notas                                                                               |
| ---- | ----------------------------------------- | ----------------------------- | ----------------------------------------------------------------------------------- |
| 1998 | Of Love & Fantasy                         | Craig                         |                                                                                     |
| 2000 | Tigerland                                 | Private Wilson                |                                                                                     |
| 2002 | Bad Company                               | CIA Agent Wells               | Não creditado                                                                       |
| 2003 | All the Real Girls                        | 'Tip'                         |                                                                                     |
| 2004 | Out of This World                         | Russell Reade                 |                                                                                     |
| 2004 | Water                                     | Daniel West                   |                                                                                     |
| 2005 | Man of the House                          | Texas Ranger Holt             |                                                                                     |
| 2005 | Lords of Dogtown                          | Drake Landon                  |                                                                                     |
| 2005 | Psychic Driving                           | Ryan Barrett                  | Curta                                                                               |
| 2006 | Wristcutters: A Love Story                | Eugene                        |                                                                                     |
| 2006 | First Snow                                | Vincent McClure               |                                                                                     |
| 2008 | South of Heaven                           | 'Mad Dog' Mantee              |                                                                                     |
| 2008 | Pride and Glory                           | Officer Kenny Dugan           |                                                                                     |
| 2008 | Splinter                                  | Dennis Farell                 |                                                                                     |
| 2009 | Blood Creek                               | Luke Benny                    |                                                                                     |
| 2009 | The Killing Room                          | Tony Mazzolla                 |                                                                                     |
| 2009 | Spooner                                   | Stan Manfretti                |                                                                                     |
| 2009 | Fast & Furious                            | FBI Agent Michael Stasiak     |                                                                                     |
| 2009 | Bad Lieutenant: Port of Call New Orleans  | Justin                        |                                                                                     |
| 2010 | Radio Free Albemuth                       | Phil                          |                                                                                     |
| 2010 | Barry Munday                              | Donald                        |                                                                                     |
| 2010 | Machete                                   | Sniper                        |                                                                                     |
| 2010 | The Conspirator                           | Captain Cottingham            |                                                                                     |
| 2011 | Take Shelter                              | Dewart                        | Nominated—Gotham Independent Film Award for Best Ensemble Cast                      |
| 2011 | The Lincoln Lawyer                        | Dwayne Jeffrey 'D.J.' Corliss |                                                                                     |
| 2011 | This Must Be the Place                    | Ernie Ray                     |                                                                                     |
| 2011 | Catch .44                                 | Billy                         |                                                                                     |
| 2012 | Big Miracle                               | SAR Pilot Conrad              |                                                                                     |
| 2012 | Savages                                   | Chad, Cartel Lawyer           |                                                                                     |
| 2012 | Silver Linings Playbook                   | Jake Solitano                 | Nominated—Gotham Independent Film Award for Best Ensemble Cast                      |
| 2013 | Fast & Furious 6                          | FBI Agent Michael Stasiak     |                                                                                     |
| 2013 | American Hustle                           | Carl Elway                    | Screen Actors Guild Award for Outstanding Performance by a Cast in a Motion Picture |
| 2013 | The Wolf of Wall Street                   | Captain Ted Beecham           |                                                                                     |
| 2014 | Non-Stop                                  | Agent Marenick                |                                                                                     |
| 2015 | Lila & Eve                                | Detective Holliston           |                                                                                     |
| 2015 | Cop Car                                   | Man                           |                                                                                     |
| 2015 | Knight of Cups                            | Jim                           |                                                                                     |
| 2016 | Star Trek Beyond                          | Teenaxi Leader                | Voz                                                                                 |
| 2016 | Term Life                                 | Detective Matty Miller        |                                                                                     |
| 2017 | Kong: Skull Island                        | Captain Earl Cole             |                                                                                     |
| 2017 | Death Note                                | Detective James Turner        |                                                                                     |
| 2017 | Wheelman                                  | Mohawk Man                    |                                                                                     |
| 2018 | The Catcher Was a Spy                     | Joe Cronin                    |                                                                                     |
| 2018 | Beirut                                    | Gary Ruzak                    |                                                                                     |
| 2018 | Sicario: Day of the Soldado               | Andy Wheeldon                 |                                                                                     |
| 2018 | First Man                                 | Gus Grissom                   |                                                                                     |
| 2018 | Bad Times at the El Royale                | Dr. Woodbury Laurence         |                                                                                     |
| 2018 | City of Lies                              | Frank Lyga                    |                                                                                     |
| 2018 | Vice                                      | Wayne Vincent                 |                                                                                     |
| 2019 | To the Stars                              | Hank Deerborne                |                                                                                     |
| 2019 | Low Tide                                  | Sergeant Kent                 |                                                                                     |
| 2019 | Joker                                     | Detective Burke               |                                                                                     |
| 2020 | The Quarry                                | The Man                       | [ 13 ]                                                                              |
| 2020 | Vampires vs. the Bronx                    | Frank Polidori                |                                                                                     |
| 2021 | F9                                        | FBI Agent Michael Stasiak     | [ 14 ]                                                                              |
| 2021 | The Gateway                               | Parker Jode                   |                                                                                     |
| 2021 | Small Engine Repair                       | 'Packie' Hanrahan             | [ 15 ]                                                                              |
| 2021 | South of Heaven                           | Officer Schmidt               |                                                                                     |
| 2022 | The Gray Man                              | Six's Father                  |                                                                                     |
| 2023 | Fancy Dance                               | Frank                         |                                                                                     |
| 2023 | Eileen                                    | Jim Dunlop                    |                                                                                     |
| 2023 | Spider-Man: Across the Spider-Verse       | George Stacy                  | Voz                                                                                 |
| 2023 | Mission: Impossible – Dead Reckoning      | Jasper Briggs                 | [ 17 ]                                                                              |
| 2024 | Lake George                               | Don                           |                                                                                     |
| 2025 | Mission: Impossible – The Final Reckoning | Jasper Briggs                 | Pós-produção                                                                        |
| 2025 | F1                                        | Chip Hart                     | Pós-produção                                                                        |

### Televisão
| Ano       | Título                      | Papel                 | Notas |
| --------- | --------------------------- | --------------------- | --- |
| 1997      | Ghost Stories               | Eric Duke             | Episódio: "Cold in the Grave" |
| 2001      | Submerged                   | Captain Oliver Naquin | Telefilme |
| 2002      | R.U.S./H.                   | Odell Tippy           | Pilot |
| 2004      | Medical Investigation       | Barrett Fidler        | 2 episódios |
| 2004      | Paradise                    | Jeremiah Alcott       | Telefilme |
| 2005      | Faith of My Fathers         | Norris Overly         | Telefilme |
| 2006      | ER                          | Bobby Kenyon          | 3 episódios |
| 2007      | Standoff                    | Andre / Jared Kendall | Episódio: "Ex-Factor" |
| 2009      | Lie to Me                   | Jered Blunt           | Episódio: "Life Is Priceless" |
| 2009      | Numb3rs                     | Tom Kardum            | Episódio: "The Fifth Man" |
| 2009      | Medium                      | Patrick Wilkes        | Episódio: "New Terrain" |
| 2010–2014 | Boardwalk Empire            | Elias 'Eli' Thompson  | 49 episódios Screen Actors Guild Award for Outstanding Performance by an Ensemble in a Drama Series (2011–2012) Nominated—Screen Actors Guild Award for Outstanding Performance by an Ensemble in a Drama Series (2013–2015) |
| 2014      | True Detective              | Joel Theriot          | 2 episódios |
| 2015      | Agent Carter                | Roger Dooley          | 7 episódios |
| 2015      | Justified                   | Merrill               | Episódio: "Collateral" |
| 2016–2017 | Vice Principals             | Ray Liptrapp          | 15 episódios |
| 2017      | The Legend of Master Legend | Peanut-Head           | Pilot |
| 2017      | Fargo                       | 'Moe' Dammick         | 5 episódios |
| 2017      | Narcos                      | Agent Duffy           | 2 episódios |
| 2018      | Waco                        | Mitch Decker          | 6 episódios |
| 2018      | Homecoming                  | Thomas Carrasco       | 8 episódios Indicado—Critics' Choice Television Award for Best Supporting Actor in a Drama Series |
| 2018      | Dirty John                  | William Meehan        | Episódio: "Lord High Executioner" |
| 2019      | Modern Love                 | Peter                 | 2 episódios |
| 2020–2023 | Perry Mason                 | Pete Strickland       | Papel principal |
| 2022      | Gaslit                      | G. Gordon Liddy       | Limited series Indicado—Critics' Choice Television Award for Best Supporting Actor in a Movie/Miniseries Indicado—Satellite Award for Best Supporting Actor – Series, Miniseries or Television Film                          |
| 2023      | Waco: The Aftermath         | Mitch Decker          | 5 episódios |
| 2023      | The Righteous Gemstones     | Dusty Daniels         | 2 episódios |
| 2023      | Lawmen: Bass Reeves         | Coronel George Reeves | 2 episódios |
| 2025      | American Primeval           | Jim Bridger           | 6 episódios |
| 2025      | Death by Lightning          | Roscoe Conkling       | Minissérie |

### Video games
| Ano  | Título         | Papel |
| ---- | -------------- | ----- |
| 2000 | Smuggler's Run | Jon   |